# Sostingut

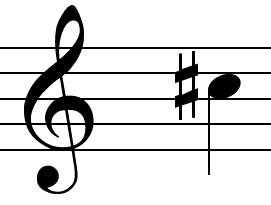
La nota do sostingut.

El sostingut o diesi ({\displaystyle \sharp }) és l'alteració que fa que l'afinació o altura de la nota a la qual afecta pugi un semitò (és a dir, mig to). El conveni usual és que el sostingut afecta a totes les notes del mateix nom i altura fins al final del compàs, tret del cas que aparegui una altra alteració (és a dir un bemoll o un becaire). També se solen afegir els sostinguts a l'armadura de la partitura probablement per simplificar l'escriptura musical quan una peça està en una tonalitat diferent de la indicada per la clau.
En el temperament igual l'altura de la nota alterada amb un sostingut coincideix amb la de la nota immediatament superior en el cas que aquesta estigui a distància d'un semitò, o bé amb la superior alterada amb un bemoll en el cas que la distància entre ambdues sigui d'un to.
També s'utilitza el doble sostingut (), que altera l'altura de la nota apujant-la dos semitons.
En música microtonal es poden trobar altres alteracions, com ara el mig sostingut.

## Representació del sostingut en informàtica
El caràcter d'Unicode '♯' (hex 266F) genera el signe del sostingut.
En el llenguatge TeX (i LaTeX), el símbol {\displaystyle \sharp } s'obté mitjançant la marca \sharp, en un entorn matemàtic.